# District de Jennersdorf

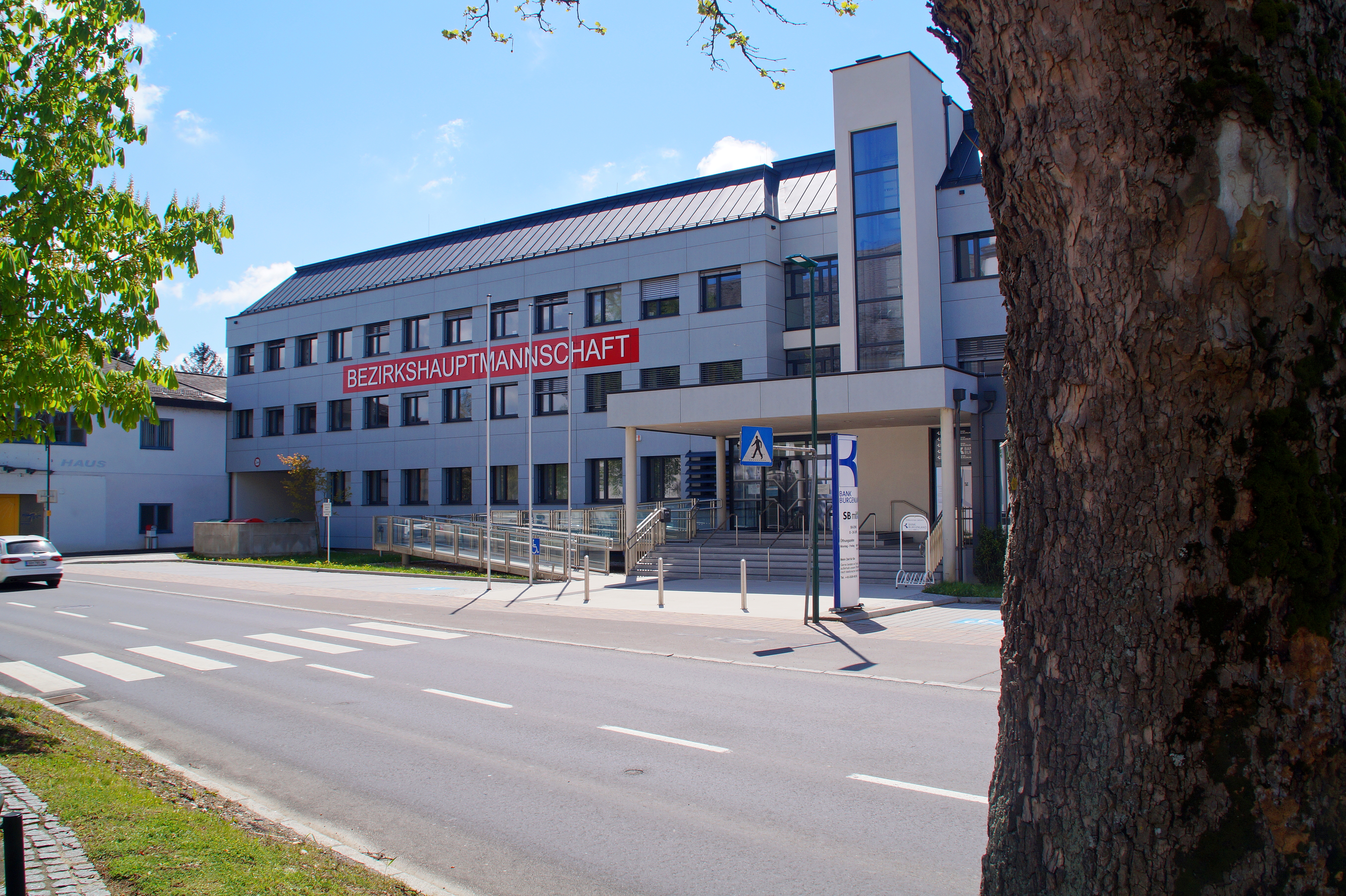
Bezirkshauptmannschaft Jennersdorf

Jennersdorf est un Bezirk (district) du Land autrichien de Burgenland.
Le district de Jennersdorf est constitué des municipalités suivantes :
- Deutsch Kaltenbrunn
- Eltendorf
- Heiligenkreuz im Lafnitztal
- Jennersdorf
- Königsdorf
- Minihof-Liebau
- Mogersdorf
- Mühlgraben
- Neuhaus am Klausenbach
- Rudersdorf
- Sankt Martin an der Raab
- Weichselbaum